# Поджіо Йосип Вікторович
Йо́сип Ві́кторович По́джіо (30 серпня 1792 — 8 січня 1848) — декабрист, член Південного товариства, штабс-капітан у відставці, старший брат Поджіо Олександра Вікторовича.

## Біографія
Народився у Миколаєві, католик.
Батько — Вітторіо Амадео Поджіо (вступив на російську службу в 1783 році). За сім років на російській службі батько Поджіо дійшов до обер-офіцера, що надавало право на отримання спадкового дворянства. В 1809 році В. А. Поджіо придбав маєток (Янівка Чигиринського повіту Київської губернії) з 429 душами кріпаків і став поміщиком.
Мати — Магдалена Кватроккі.
Освіту здобув у єзуїтському пансіоні у Петербурзі. В службу вступив підпрапорщиком до лейб-гвардії Преображенського полку в 1811 році. Учасник Франко-російської війни 1812 року (Бородинської битви) і закордонних походів російської армії. 1818 року звільнений у відставку в зв'язку з хворобою.
1824 року прийнятий до Південного товариства  Василем Львовичем Давидовим. Заарештований 14 січня 1826 року у своєму маєтку — селі Янівка Чигиринського повіту Київської губернії (Іванівка Олександрівського району Кіровоградської області). Під час слідства свідчив про те, що знав про плани товариства щодо встановлення республіканської форми правління і знищення царської родини, але жодного сприяння товариству не здійснив і в нарадах участі не брав. Засуджений по четвертому розряду і по конфірмації засуджений до каторжних робіт на 12 років. 22 серпня 1826 року строк скорочено до 8 років. Відправлений до Свеаборга, 4 жовтня 1827 року — до Свартгольма. 16 жовтня 1827 року за наказом імператора на прохання сенатора генерал-лейтенанта Андрія Михайловича Бороздіна (тестя Поджіо) — замість Сибиру відправлений до Шлісельбурга, де і відбував покарання. Перебування Поджіо у Шлісельбургу приховувалося від рідних. Право листування з родиною отримав 1829 року, але було заборонено вказувати місце свого перебування. 1834 року, по закінченні терміну ув'язнення, відправлений на поселення до Східного Сибіру в село Усть-Куда Іркутського округу.
Перша дружина Поджіо, Челишева Єлизавета Матвіївна (с1820) померла, народивши сина Олександра (нар.1 лютого 1820-пом.1885), який мешкав у селі Знам'янському Торопецького повіту Псковської губернії (тепер Торопецький район Тверської області РФ). Друга дружина, Марія Бороздіна, народила сина Лева (нар.8 квітня 1826, служив у Новомиргородському уланському полку) та до 1830 року робила спроби поділити долю чоловіка, але її батько, сенатор Бороздін, перешкоджав їй у цьому. З часом вона погодилась і до 1834 року стала дружиною князя Олександра Івановича Гагаріна.
Помер в Іркутську в будинку Сергія Григоровича Волконського. Похований на Єрусалимському кладовищі.